# Jaketići
Jaketići (cyr. Јакетићи) – wieś w Bośni i Hercegowinie, w Republice Serbskiej, w gminie Bratunac. W 2013 roku liczyła 19 mieszkańców.